# Sweet Dreams My L.A. Ex
«Sweet Dreams My L.A. Ex» es el primer sencillo de Rachel Stevens en su carrera de solista. Está fue producida por Bloodshy & Avant e incluida en su primer álbum de estudio, Funky Dory. Alcanzó el número 2 en ventas durante varias semanas en algunos países
De acuerdo al sitio web Allmusic, «Sweet Dreams My L.A. Ex» es un tema descartado de In the Zone, el cuarto álbum de estudio de Britney Spears.

## Lista de canciones

### Reino Unido
1. «Sweet Dreams My LA Ex»
2. «Little Secret»
3. «Sweet Dream My LA Ex» [BMR Peaktime Mix]

### Europa
1. «Sweet Dreams My LA Ex»
2. «Little Secret»

### Europa CD Single Enhaced
1. «Sweet Dreams My LA Ex»
2. «Little Secret»
3. «Sweet Dreams My LA Ex» [BMR Peaktime Mix]
4. «Sweet Dreams My LA Ex» [Video]

## Listas musicales de sencillos

### Nacionales
| Europa      |                 |    |
| Alemania    | Top 100 Singles | 64 |
| Bélgica     | Top 50 Singles  | 25 |
| Dinamarca   | Top 40 Singles  | 2  |
| Irlanda     | Top 50 Singles  | 3  |
| Noruega     | Top 20 Singles  | 5  |
| Reino Unido | Top 75 Singles  | 2  |
| Suecia      | Top 60 Singles  | 24 |
| Suiza       | Top 100 Singles | 63 |